# سویشاخ
سویشاخ (به آلمانی: Zeutschach) یک منطقهٔ مسکونی در اتریش است که در مورو واقع شده‌است. سویشاخ ۱۸٫۳۴ کیلومتر مربع مساحت دارد ۱٬۰۴۳ متر بالاتر از سطح دریا واقع شده‌است.